# Campeonato Roraimense de Futebol Feminino de 2019
O Campeonato Roraimense de Futebol Feminino de 2019, também denominado Seletiva de Futebol Feminino foi uma competição de futebol feminino organizada pela Federação Roraimense de Futebol. Diferentemente dos anos anteriores, em 2019 apenas dois clubes participaram: Atlético Roraima e São Raimundo-RR. Assim, o campeonato se resumiu ao enfrentamento das equipes em dois ou três jogos, dependendo dos resultados. O terceiro jogo, porém, não foi necessário, já que o São Raimundo-RR venceu o primeiro e empatou o segundo jogo, conquistando o título e também o direito de representar Roraima no Campeonato Brasileiro de Futebol Feminino de 2020 - Série A2.

## Regulamento
A seletiva se resumiu à disputa entre os dois clubes participantes em uma melhor de três jogos, e quem conquistasse mais pontos no fim seria o campeão. O terceiro jogo, porém, só ocorreria caso cada equipe vencesse um dos dois primeiros jogos, o que não aconteceu.

## Participantes
| Equipe                     | Cidade    | Em 2018 | Títulos (último) |
| -------------------------- | --------- | ------- | ---------------- |
| Atlético Roraima Clube     | Boa Vista | 2º      | 0                |
| São Raimundo Esporte Clube | Boa Vista | 1º      | 5 (2018)         |

## Jogos
1ª rodada
| 29 de novembro | Atlético Roraima | 0 – 1     | São Raimundo-RR | Ribeirão, Boa Vista |
| 19:30          |                  | Relatório | 15' Jessica     |                     |

| 6 de dezembro | São Raimundo-RR                    | 3 – 3 | Atlético Roraima             | Ribeirão, Boa Vista |
| 19:30         | Lili 7' · Ju 22' (pen) · Rainy 41' |       | 34', 80' (pen) Luana · 90+1' |                     |

|  | Atlético Roraima | NR | São Raimundo-RR |  |
|  |                  |    |                 |  |

## Premiação
| Campeonato Roraimense Feminino de 2019 |
| Boa Vista                              |
| -------------------------------------- |
| São Raimundo-RR Campeão (6.º título)   |